# Vicomte de Troisville
Le vicomte de Troisville est un personnage de La Comédie humaine d’Honoré de Balzac. 

## Biographie
Il entre au service militaire russe en 1789, et épouse quelques années plus tard une princesse Scherbelloff, dont il aura deux fils et trois filles. En 1815, il revient en France ; en 1816, il envisage de s'installer à Alençon (La Vieille Fille), ce qui fait naître de fausses espérances à Rose Cormon, qui le croyait célibataire et pensait pouvoir le séduire.
Sa fille Virginie devient, en 1819, comtesse de Montcornet par son mariage avec le général de Montcornet.

« La force du vicomte avait toute la distinction de l'élégance ; ses formes conservaient une dignité magnifique ; il avait des yeux bleus et des cheveux noirs, un teint olivâtre, et il ne devait pas avoir plus de quarante-six ans. Vous eussiez dit un bel Espagnol conservé dans les glaces de la Russie. Les manières, la démarche, la pose, tout annonçait un diplomate qui avait vu l’Europe. »

À la suite du mariage entre Rose et monsieur du Bousquier, il achète la maison de ce dernier à Alençon.
Il apparaît aussi dans :
- Les Paysans